# Моро, Жан-Жак
Жан-Жак Моро (фр. Jean Jacques Moreau; 31 июля 1923 года — 9 января 2014 года, Монпелье) — французский математик и механик.

## Биография
Родился в Блайе. Защитил диссертацию в Парижском университете, после чего стал исследователем в Национальном центре научных исследований. Впоследствии он был приглашён на пост полного профессора в  Университете Пуатье, а затем — на пост полного профессора в Университете Монпелье II. Там в 1970 году, в рамках департамента математики им была создана группа выпуклого анализа (Groupe d’Analyse Convexe). За три года до его выхода на пенсию в 1985 году возглавляемая им группа Прикладного анализа и механики (L’équipe d’Analyse Appliquée et Mécanique) была преобразована в Лабораторию общей механики сплошных сред (Laboratoire de Mécanique Générale des Milieux Continus (LMGMC)), работавшую в рамках проектов CNRS, начиная с 1986 года. Эта лаборатория совместно с Лабораторией Гражданской инженерии (Laboratoire de Génie Civil) в 1991 году образовала Лабораторию механики и гражданской инженерии (Laboratoire de Mécanique et Génie Civil    (LMGC)), в стенах которой Жан-Жак Моро продолжал свои исследования в качестве почётного профессора (professeur émérite) вплоть до 2010 года.

## Исследования
Центральной темой исследований профессора Моро стала нерегулярная механика, сфера применений которой, охватывает, в частности, вопросы контакта между твёрдыми и деформируемыми телами, трение, пластические деформации материалов, струи в течении жидкости, кавитация. Обнаруженный профессором Моро в 1962 году инвариант спиральности (l'invariant d’hélicité) в механике идеальной жидкости стал важной отправной точкой для ряда исследований по механике жидкости.
Тонкое понимание математики позволило профессору Моро развить теоретические средства, оказавшиеся весьма эффективными при исследовании задач нерегулярной механики (механики систем с трением, механики систем с соударениями, и т.д.).
В рамках решения задач механики им был внесён существенный вклад в создание нерегулярного анализа, области математики, в которой пересекаются интересы специалистов в теории оптимизации, исследования операций и экономики.
Главные работы Моро заложили основу негладкой механики и выпуклого анализа.
Ряд фундаментальных результатов в этих областях носят его имя: лемма Моро о двух конусах, приближения Моро — Иосиды, теорема Фенхеля — Моро.